# N-óxido de trimetilamina redutase
N-óxido de trimetilamina redutase (EC 1.7.2.3) é uma enzima microbiana que reduz o N-óxido de trimetilamina em trimetilamina, como parte da cadeia respiratória. A enzima foi purificada de E. coli e da bactéria fotossintética Roseobacter denitrificans. Quer as enzimas de R. denitrificans e E. coli podem aceitar electrões de citocromos.
trimetilamina + 2 (ferricitocromo c)-subunidade + H2O → N-óxido de trimetilamina + 2 (ferrocitocromo c)-subunidade + 2 H+
O óxido de trimetilamina é encontrado em altas concentrações em tecidos de peixes, e a redução bacteriana deste composto em trimetilamina é um dos principais processos de degradação de peixes.